# هنری ادوارد بانبری
هنری ادوارد بانبری (انگلیسی: Sir Henry Bunbury, 7th Baronet; ۴ مهٔ ۱۷۷۸ – ۱۳ آوریل ۱۸۶۰) افسر، سیاستمدار و نقاش اهل پادشاهی متحد بریتانیای کبیر و ایرلند بود.